# Jacetania
A Jacetania (A Chacetania em aragonês) é a comarca mais ao noroeste de Aragão, repartida entre as províncias de Huesca e Saragoça, na Espanha. A capital administrativa é Jaca.

## Municípios
A comarca engloba 20 municípios (16 na província de Huesca e 4 na de Saragoça), são eles:  Aísa, Ansó, Aragüés del Puerto, Artieda, Bailo, Borau, Canal de Berdún, Canfranc, Castiello de Jaca, Fago, Jaca, Jasa, Mianos, Puente la Reina de Jaca, Salvatierra de Esca, Santa Cilia, Santa Cruz de la Serós, Sigüés, Valle de Hecho, Villanúa.

## Política
| Cargo      | Nome                                | Junta ou Prefeitura                    | Partido Político |  |
| ---------- | ----------------------------------- | -------------------------------------- | ---------------- |  |
| Presidente | José María Abarca Gil               | Concelheiro de Jaca                    | PAR              |  |
| Secretário |                                     | -                                      | -                |  |
| Vogal      | Alberto Gil Fernández               | Concelheiro de Bailo                   | PP de Aragão     |  |
| Vogal      | Alfredo Federico Solano Calvo       | Concelheiro de Artieda                 | CHA              |  |
| Vogal      | Alfredo Terrén Zaborras             | Concelheiro de Villanúa                | PSOE-Aragão      |  |
| Vogal      | Daniel López Pérez                  | Alcaide de Borau                       | PSOE-Aragão      |  |
| Vogal      | Eduardo Ara Calvo                   | Concelheiro de Castiello de Jaca       | PP de Aragão     |  |
| Vogal      | Enrique Joaquín De Funes Casellas   | Concelheiro de Jaca                    | PP de Aragão     |  |
| Vogal      | Enrique Villarroya Saldaña          | Concelheiro de Jaca                    | PSOE-Aragão      |  |
| Vogal      | Fernando Manuel Sarasa Calvo        | Concelheiro de Canal de Berdún         | PAR              |  |
| Vogal      | Fernando Sánchez Morales            | Alcaide de Canfranc                    | PSOE-Aragão      |  |
| Vogal      | Félix José Ipas Barba               | Alcaide de Ansó                        | PSOE-Aragão      |  |
| Vogal      | José Luis Galindo Gil               | Alcaide de Aísa                        | PSOE-Aragão      |  |
| Vogal      | José Álvaro Salesa Puente           | Alcaide de Castiello de Jaca           | PSOE-Aragão      |  |
| Vogal      | Julio Cesar Boscolo Wittmer         | Concelheiro de Ansó                    | PAR              |  |
| Vogal      | Luis Domingo Fraga Orús             | Concelheiro de Canfranc                | PP de Aragón     |  |
| Vogal      | Manuel Máñez Vivas                  | Alcaide de Santa Cilia                 | CHA              |  |
| Vogal      | Ramón Gil Eito                      | Alcaide de Aísa                        | PP de Aragão     |  |
| Vogal      | Ramón Lobera González               | Alcaide de Puente La Reina de Jaca     | PP de Aragão     |  |
| Vogal      | Victorino Puyo Ara                  | Concelheiro de Canal de Berdún         | PSOE-Aragão      |  |
| Vogal      | Consuelo Usieto Alegría             | Alcaidessa de Jasa                     | PP de Aragão     |  |
| Vogal      | Eva Llavona Sacristán               | Concelheira de Jaca                    | PP de Aragão     |  |
| Vogal      | María Begoña Berges Javierre        | Concelheira de Puente La Reina de Jaca | PAR              |  |
| Vogal      | María Blanca Puyuelo Del Val        | Concelheira de Jaca                    | PP de Aragão     |  |
| Vogal      | María del Carmen Martínez Fernández | Alcaidessa de Santa Cruz de la Serós   | PSOE-Aragão      |  |
| Vogal      | Raquel Alamán Clemente              | Concelheira de Bailo                   | PSOE-Aragão      |  |

## Geografia
Limita-se ao norte com a França (departamento dos Pirenéus Atlânticos), a oeste com Navarra (Vale do Roncal) e, a leste, com as comarcas aragonesas de Cinco Villas, Hoya de Huesca e Alto Gállego.
Sua altitude máxima é o pico Collarada (2.886 m), e conta com duas das estações de esquí mais antigas da Espanha: Candanchú e Astún, no vale do Aragão.
A comarca tem uma superficie de 1857,9 km² e uma população em 2010 de 18.664 habitantes. Sua capital é a cidade de Jaca, que abrange 71% da população comarcal.

## Território e População
| Município               | Extensão (km²) | % do total | Habitantes (2010) | % del total | Densidade (hab/km²) | Altitude (metros) | Distância a/de Jaca (km) | Aldeias |
| ----------------------- | -------------- | ---------- | ----------------- | ----------- | ------------------- | ----------------- | ------------------------ | --- |
| Aísa                    | 81,0           | 4,4        | 362               | 1,9         | 4,46                | 1.043             | 20,80                    | Candanchú, Esposa, Sinués |
| Ansó                    | 223,1          | 12,0       | 491               | 2,6         | 2,20                | 860               | 53,00                    | |
| Aragüés del Puerto      | 64,4           | 3,5        | 128               | 0,7         | 1,98                | 970               | 33,00                    | |
| Artieda                 | 13,6           | 0,7        | 94                | 0,5         | 6,91                | 652               | 46,90                    | |
| Bailo                   | 164,4          | 8,8        | 296               | 1,6         | 1,80                | 714               | 26,20                    | Alastuey, Arbués, Arrés, Larués, Paternoy |
| Borau                   | 41,7           | 2,2        | 81                | 0,4         | 1,94                | 1.008             | 14,40                    | |
| Canal de Berdún         | 133,3          | 7,2        | 396               | 2,1         | 2,97                | 688               | 30,00                    | Berdún, Biniés, Majones, Martes, Villarreal de la Canal |
| Canfranc                | 71,6           | 3,9        | 624               | 3,4         | 8,71                | 1.040             | 17,80                    | Canfranc-estación. |
| Castiello de Jaca       | 17,3           | 0,9        | 256               | 1,4         | 14,79               | 921               | 7,20                     | Aratorés |
| Fago                    | 28,8           | 1,6        | 26                | 0,1         | 0,90                | 888               | 53,00                    | |
| Jaca                    | 406,3          | 21,9       | 13.374            | 71,7        | 32,91               | 818               | --                       | Abay, Abena, Ara, Araguás del Solano, Ascara, Asieso, Atarés, Badaguás, Banaguás, Baraguás, Barós, Bernués, Bescós de Garcipollera, Binué, Botaya, Caniás, Espuéndolas, Fraginal, Fraginal Bajo, Gracionépel, Guasa, Guasillo, Ipas, Jarlata, Lastiesas Altas, Lastiesas Bajas, Lerés de Jaca, Martillué, Navasa, Navasilla, Novés, Orante, Osia, Puerto de Astún, Ulle, Villanovilla |
| Jasa                    | 8,9            | 0,5        | 116               | 0,6         | 13,03               | 944               | 30,40                    | |
| Mianos                  | 14,8           | 0,8        | 41                | 0,2         | 2,77                | 692               | 48,90                    | |
| Puente la Reina de Jaca | 48,1           | 2,6        | 215               | 1,2         | 4,46                | 707               | 21,20                    | Javierregay, Santa Engracia de Jaca |
| Salvatierra de Esca     | 81,2           | 4,4        | 235               | 1,3         | 2,89                | 582               | 52,90                    | Lorbés |
| Santa Cilia             | 28,1           | 1,5        | 209               | 1,1         | 7,43                | 649               | 14,70                    | Somanés |
| Santa Cruz de la Serós  | 27,0           | 1,5        | 136               | 0,7         | 5,03                | 788               | 15,90                    | Binacua |
| Sigüés                  | 101,8          | 5,5        | 132               | 0,7         | 1,29                | 521               | 47,90                    | Asso-Veral, Escó, Tiermas |
| Valle de Hecho          | 234,4          | 12,6       | 960               | 5,2         | 4,09                | 800               | 44,40                    | Embún, Hecho, Santa Lucía, Siresa, Urdués |
| Villanúa                | 58,2           | 3,1        | 492               | 2,6         | 8,45                | 953               | 14,10                    | |
| Total                   | 1.857,9(*)     |            | 18.664            |             | 10,05               |                   |                          | |

(*) Incluindo a superfície de "Comunero de Ansó y Fago" (9,9 km2)